# Taylor & Francis
Taylor & Francis Group — международное научное книжно-журнальное издательство со штаб-квартирой в Великобритании (Милтон-Парк, Абингдон). Было основано в 1852 году Уильямом Фрэнсисом и Ричардом Тейлором (который основал своё издательство ещё в 1798 году). Представляет собой одно из подразделений британской издательской, информационной и выставочной группы Informa. Специализируется на публикации научной литературы и научных журналов. Taylor & Francis ежегодно публикует более 1800 новых книг и 1000 журналов. Издательство имеет восемь офисов: в Великобритании, Нью-Йорке, Бока-Ратоне, Филадельфии, Сингапуре и Сиднее.

## Приобретённые компании
- A.A.Balkema (2003)[3]
- Accelerated Developments Inc. (1994)[4]
- Acumen Publishing (2014)[5]
- Adam Hilger (2005, в прошлом книгоиздательское подразделение IOP Publishing)
- AK Peters (2010)
- Справочное и научноиздательское подразделение Allen & Unwin (2020)[6]
- The Analytic Press (выкуплено у Lawrence Erlbaum and Associates в 2006)[4]
- Anderson Publishing (выкуплено в 2014 у Elsevier)[7]
- Architectural Press[8]
- Arnold (2012)[9]
- Ashgate (июль 2015)[10]
- Auerbach Publications[11]
- Baywood Publishing (2016)[12]
- Bellwether Publishing (2013)[13]
- Bibliomotion (2016)[14]
- BIOS Scientific Publishers (2003)[4]
- Подразделение Bloomsbury Publishing «Bloomsbury Journals», издававшее научные журналы (2015)[15]
- Brunner-Mazel[4]
- Brunner-Routledge (1998)[4]
- Carfax (выкуплено Routledge в 1998 ещё до вхождения в состав T&F)[4]
- Cavendish (2006)[16]
- Crane, Russak (1984)[17]
- Colwiz[18]
- CRC Press (2003)[4]. Один из действующих импринтов, выпускающий большое количество научной литературы;
- Curzon (часть Routledge (некоторое время называвшегося RoutledgeCurzon) с 2001)[4]
- David Fulton Press[19]
- Dove Medical Press (2017)[20]
- Donhead Publishing (2013)[21]
- Earthscan (2011)[22]
- Europa Publications (1999)[23]
- F1000 Research (2020)[24]
- Falmer Press (1979)[17]
- Fitzroy Dearborn Publishers (2002)[4]
- Focal Press (2012)[25]
- Frank Cass (2003)[26]
- Garland Science (1996, закрыто в 2018)[4]
- Gordon & Breach (2001)[27]
- Gower (2015)[28]
- Greengage Press (2013)[29]
- Greenleaf Publishing/GSE Research (2017)[30][31]
- Harwood Academic (включено в состав Gordon & Breach в 2001)[4]
- Haworth Press (2007)[4]
- Heldref Publications (за исключением World Affairs[англ.]) (2009)[32]
- Hemisphere Publishing (1988)[4]
- Hodder[англ.] Education Group (2012)[33]
- Holcomb Hathaway (2016)[34]
- Karnac Publishing (2017)[35][36]
- Landes Bioscience (2014)[37]
- Lawrence Erlbaum and Associates (2006)[4]
- Left Coast Press Inc. (2016)[38]
- Maney Publishing (2015)[10]
- Manson Publishing (2014)[39]
- Marcel Dekker (2003)[40]
- Martin Dunitz (1999)[4]
- M.E. Sharpe, Inc. (2014)[41]
- Paradigm Publishers (2014)[42]
- Parthenon Publishing (выкуплено CRC Press в 2003)[43]
- Pickering & Chatto Publishers (2015)[44]
- Planners Press (выкуплено в 2017 у American Planning Association[англ.])[45][46]
- Productivity Press (2007)[47]
- Prufrock Press (2021)[48]
- Psychology Press (1995)[17][49]
- Pyrczak Publishing (2016)[50]
- Radcliffe Healthcare (2015)[51]
- RFF Press (выкуплено у Earthscan[англ.] в 2011)[52]
- Routledge (1998)[4]. Считается крупнейшим издательством книг и журналов по гуманитарным дисциплинам[53][54][55][56];
- Scandinavian University Press Journals (2000)[4]
- Speechmark Publishing (2016)[57][58]
- Spon Press (выкуплено Routledge в 1998, ещё до включения в состав T&F)[4]
- St Jerome Publishing (2013)[59]
- Swets & Zeitlinger Publishers (2003)[3]
- Taylor Graham Journals (2003)[43]
- Transaction Publishers (2016)[60][61]
- Westview Press (2017)[62]
- Willan Publishing (2010)[63][64]

## Журналы
- Journal of Natural History
- International Journal for the Psychology of Religion
- Journal of Russian & East European Psychology
- Philosophical Magazine (1798)
- Rethinking Marxism (2003)